# Okres Slezská Středa
Okres Slezská Středa (Środa Śląska; polsky Powiat średzki) je okres v polském Dolnoslezském vojvodství. Rozlohu má 703,68 km² a v roce 2020 zde žilo 55 508 obyvatel. Sídlem správy okresu je město Slezská Středa.

## Gminy
Městsko-vesnická:
- Miękinia
- Slezská Středa

Vesnické:
- Kostomłoty
- Malczyce
- Udanin

## Města
- Miękinia
- Slezská Středa

## Sousední okresy
| Růžice kompasu | Wołów   | Wołów                | Trzebnica | Růžice kompasu |
| Růžice kompasu | Legnica | Sever                | Wrocław   | Růžice kompasu |
| Růžice kompasu | Legnica | Okres Slezská Středa | Wrocław   | Růžice kompasu |
| Růžice kompasu | Legnica | Jih                  | Wrocław   | Růžice kompasu |
| Růžice kompasu | Jawor   | Świdnica             | Vratislav | Růžice kompasu |